# Sigma Boy
"Sigma Boy" (em russo: "Сигма Бой") é um single das blogueiras russas Betsy e Maria Yankovskaya, lançada como single pela gravadora Rhymes Music em 4 de outubro de 2024. A canção se tornou viral no TikTok e também entrou nas paradas do Spotify, YouTube, Shazam, Apple Music e iTunes. No Spotify, chegou ao topo da parada Viral 50 Global em determinado momento.

## Histórico e lançamento
Betsy grava músicas há vários anos. Notavelmente, a sua canção "Simple Dimple Pop It Squish" (em russo: "Симпл Димпл Поп Ит Сквиш") foi relatada como popular na Ásia. Maria Yankovskaya é blogueira e apresentadora regular do CTC Media, um canal infantil de televisão russo. Em 19 de outubro de 2024, Betsy e Maria Yankovskaya receberam o prêmio SuperLikeShow do STS Kids na categoria "Super Trend". Elas também apresentaram a música Sigma Boy no palco durante a cerimônia de premiação. Betsy e Maria tinham, respectivamente, 11 e 12 anos quando canção foi lançada.
A música foi escrita pelo pai de Betsy, o compositor Mikhail Chertishchev, em colaboração com o cantor de rock Mukka, mais conhecido pela canção "Girl with a Bob Haircut" (em russo: "Девочка с каре"). Segundo Chertishchev, ao compor músicas, elas surgem espontanea e inicialmente não possuem um significado definido. Ele as grava num ditafone e posteriormente avalia seu potencial de "viralização".
O sucesso da música é atribuído ao "boca a boca" no TikTok. Notavelmente, o tiktoker alemão Streichbruder iniciou uma tendência em que tocava a música no volume máximo no transporte público. E posteriormente, a canção também se tornou popular entre os jogadores de Roblox.

## Composição
Com sua letra simples e batida repetitiva, a música foi descrita como se encaixando na definição de "brain rot". No YouTube, muitos comentários brincam sobre como a canção é "irritante" e "chata".

O refrão traduz-se como:
   "Sigma, garoto sigma, garoto sigma, garoto sigma
   Todas as garotas querem dançar contigo
   Sigma, garoto sigma, garoto sigma, garoto sigma
   Eu sou tão especial que levará um ano para você me conquistar."
Segundo Betsy, o significado da música é "a ideia é que Masha e eu somos tão incríveis, e o Sigma Boy está tentando nos conquistar, e nós também estamos tentando conquistá-lo." Ela também explicou que "o Sigma Boy é um garoto muito autoconfiante que não precisa de ninguém. Ao mesmo tempo, todas as garotas se apaixonam por ele."

## Paradas musicais
| Paradas (2025)                            | Posição |
| ----------------------------------------- | ------- |
| Áustria (Ö3 Austria Top 75)               | 56      |
| República Checa (Singles Digitál Top 100) | 30      |
| Alemanha (Offizielle Deutsche Charts)     | 43      |
| Sweden (Sverigetopplistan)                | 58      |
| US Hot Dance/Pop Songs (Billboard)        | 7       |